# Graphium album
Graphium album är en lavart som först beskrevs av August Karl Joseph Corda, och fick sitt nu gällande namn av Pier Andrea Saccardo 1886. Graphium album ingår i släktet Graphium,  och familjen Microascaceae.   Inga underarter finns listade.